# Incisalia doudoroffi
Incisalia doudoroffi is een vlinder uit de familie van de Lycaenidae. De wetenschappelijke naam van de soort is voor het eerst geldig gepubliceerd in 1940 door dos Passos.